# Photogramme avec horizon
Photogramme avec horizon également appelé « Fotogramma con orizzonte » est une peinture murale de Salvatore Garau exposée au MAN - Musée d'art de Nuoro à Nuoro, en Italie. L’œuvre, propriété de la Région Sardaigne, est en prêt d’exposition et fait partie de la collection permanente du musée civique d'art contemporain MAN.

## Description
L’œuvre s’inscrit dans la production de grandes toiles à caractère monumental, où l’adjectif ne se réfère pas seulement à la dimension du support, mais reflète une poétique solennelle et cosmique. Une caractéristique de Garau est la construction d’œuvres comme une scène métaphysique, où les éléments picturaux — couleur, proportion des formes, usage de la lumière — contribuent à la théâtralité du paysage. Il ne s'agit pas d'un lieu réel, mais d'une construction intérieure où l’horizon introduit l’infini, visant à créer une empathie partagée avec le spectateur.